# Hip hop underground
El hip hop underground o indie hip hop (abreviación del término inglés independent hip hop) es un término paraguas que engloba a los artistas de hip hop que están fuera del canon comercial general. Cubre un amplio abanico de variedades de rap que poseen unas características propias. Algunos subgéneros del hip hip muy ligados al underground son el trap, rap alternativo, rap hardcore, el horrorcore y el  rap consciente
Si bien el rap comenzó en el underground, la evolución del género y la aceptación gradual de la corriente principal, abrieron la puerta a artistas que eran descaradamente anticomerciales u orgullosamente independientes, indiferentes a la exposición prometida por la promoción y distribución de grandes sellos. El rap underground no tiene significantes sónicos. Puede ser crudo y sin adornos (letras hardcore sobre ritmos despojados), poco convencional hasta el punto de no tener potencial para conseguir o emular la producción de rap convencional con un bajo presupuesto.
Del mismo modo que los artistas de indie rock, los artistas de indie hip hop dan una gran importancia al hecho de tener completo control sobre su música y sobre sus carreras. Acostumbran a producir sus discos a través de discográficas independientes (a veces puede incluso tratarse de sus propias discográficas), y su promoción depende de los conciertos, el boca a boca, y de las cadenas de radio independientes. De todos modos, algunos de los artistas más populares del indie hip hop, terminan emigrando a las principales discográficas, gracias al éxito cosechado en su etapa independiente.
Entre algunos de los sellos independientes se encuentran Saber Gang, Babygrande Records, Casa Babilonia Records, Definitive Jux, Nature Sounds, IndieGente, 3G Producciones, Rawkus Records, Quilomboarte en Resistencia y Quannum Projects.

## Algunos exponentes
- Bones
- CORPSE
- Blackalicious
- Canserbero
- Lil Supa
- Emicida
- Flobots
- The Go! Team
- Se armó kokoa
- Gym Class Heroes
- Jedi Mind Tricks
- The Procussions
- Bocafloja
- Tierra Sumeria
- Abigeato
- Dani Ro Jetta
- Boot Camp Clik
- Talib Kweli
- MF DOOM
- Santi Mostaffa
- Danger Mouse
- Magia Negra Squad
- Bits
- Kung Fu
- Suicideboys
- Death Grips
- Danny Brown
- Xanakin Skywok
- Yung Kage
- SvdPoncho
- AvGotDrip
- Freddie Dredd
- 1nonly
- LilBubbleGum
- Yung Gravy
- Axaero